# Rezinkovia abietina
Rezinkovia abietina är en svampdjursart som beskrevs av Efremova 200. Rezinkovia abietina ingår i släktet Rezinkovia och familjen Lubomirskiidae. Inga underarter finns listade i Catalogue of Life.